# Plantation, Kentucky
Plantation är en inkorporerad ort i Jefferson County i Kentucky. Vid 2020 års folkräkning hade Plantation 826 invånare.